# Cinque Nazioni 1968
Il Cinque Nazioni 1968 (in inglese 1968 Five Nations Championship; in francese Tournoi des Cinq Nations 1968; in gallese Pencampwriaeth y Pum Gwlad 1968) fu la 39ª edizione del torneo annuale di rugby a 15 tra le squadre nazionali di Francia, Galles, Inghilterra, Irlanda e Scozia, nonché la 74ª in assoluto considerando anche le edizioni dell'Home Nations Championship.
La Francia campione uscente si riconfermò per la seconda volta consecutiva e ottava complessiva, ma con in più il primo Grande Slam della sua storia nel Torneo, conquistato all'ultima giornata dopo che nel turno precedente, complice la sconfitta gallese in Irlanda, aveva già vinto il torneo senza scendere in campo.
Whitewash alla Scozia, che se lo vide sancire nella sua quarta e ultima partita, la sfida di Calcutta Cup contro l'Inghilterra che mantenne il trofeo e destinò gli avversari storici al fondo della classifica a zero punti.
Il valore delle marcature, come stabilito dall’IRFB nel 1948, era: 3 punti per ciascuna meta (5 se trasformata), 3 punti per la realizzazione di ciascun calcio piazzato, mark o drop.

## Nazionali partecipanti e sedi
| Squadra     | Città     | Impianto interno      |
| ----------- | --------- | --------------------- |
| Francia     | Colombes  | Stadio Yves du Manoir |
| Galles      | Cardiff   | Arms Park             |
| Inghilterra | Londra    | Twickenham            |
| Irlanda     | Dublino   | Lansdowne Road        |
| Scozia      | Edimburgo | Murrayfield           |

## Risultati
| Arbitro: | Kevin Kelleher |

|           |    |                |
| Keith     | mt | Campaes Duprat |
| S. Wilson | tr | G. Camberabero |

| Arbitro: | Paddy d'Arcy |

|                   |      |                   |
| McFadyean Redwood | mt   | G. Edwards Wanbon |
| Hiller            | tr   | Jarrett           |
| Hiller            | c.p. |                   |
|                   | drop | B. John           |

| Arbitro: | Larry Lamb |

|                |      |             |
| Campaes Dauga  | mt   |             |
| Villepreux (2) | tr   |             |
| Villepreux     | c.p. | McCombe (2) |
| Gachassin      | drop |             |

| Arbitro: | Larry Lamb |

|          |    |  |
| K. Jones | mt |  |
| Jarrett  | tr |  |

| Arbitro: | Meirion Joseph |

|            |      |             |
| Hiller (2) | c.p. | Kiernan (3) |
| Finlan     | drop |             |

| Arbitro: | H.B. Laidlaw |

|                       |      |            |
| Gachassin             | mt   |            |
| G. Camberabero        | tr   |            |
| G. Camberabero        | c.p. | Hiller (2) |
| L. Camberabero Lacaze | drop | Weston     |

| Arbitro: | Meirion Joseph |

|                      |      |               |
| Bresnihan Duggan (2) | mt   |               |
| Kiernan              | tr   |               |
| Kiernan              | c.p. | S. Wilson (2) |

| Arbitro: | Mike Titcomb |

|          |      |            |
| M. Doyle | mt   |            |
| Kiernan  | c.p. | D. Rees    |
| Gibson   | drop | G. Edwards |

| Arbitro: | Paddy d'Arcy |

|           |      |         |
|           | mt   | Coulman |
|           | tr   | Hiller  |
| S. Wilson | c.p. | Hiller  |
| Connell   | drop |         |

| Arbitro: | H.B. Laidlaw |

|             |      |                        |
| K. Jones    | mt   | L. Camberabero Carrère |
|             | tr   | G. Camberabero         |
| D. Rees (2) | c.p. | G. Camberabero         |
|             | drop | G. Camberabero         |

## Classifica
| Pos | Squadra     | G | V | N | P | PF | PS | DP  | Pt |
| --- | ----------- | - | - | - | - | -- | -- | --- | -- |
| 1   | Francia     | 4 | 4 | 0 | 0 | 52 | 30 | +22 | 8  |
| 2   | Irlanda     | 4 | 2 | 1 | 1 | 38 | 37 | +1  | 5  |
| 3   | Inghilterra | 4 | 1 | 2 | 1 | 37 | 40 | −3  | 4  |
| 4   | Galles      | 4 | 1 | 1 | 2 | 31 | 34 | −3  | 3  |
| 5   | Scozia      | 4 | 0 | 0 | 4 | 18 | 35 | −17 | 0  |